# Jan V. z Lichtenštejna
Jan V. z Lichtenštejna, uváděný též jako Hanuš z Lichtenštejna (německy Johann V. von Liechtenstein, † 1474 ve Vídni) byl rakouský šlechtic z rodu Lichtenštejnů.

## Život
Narodil se jako syn Jiřího IV. z Lichtenštejna a jeho manželky Hedviky, rozené z Pottendorfu. Ta byla již dříve provdaná za jiného Jana z Lichtenštejna, Hanušova prastrýce.
Hanuš měl bratry Jindřicha († 1483), Jiřího († 1484) a Kryštofa († 1506).
V říjnu 1449 se oženil z Perchtou, dcerou významného českého šlechtice Oldřicha II. z Rožmberka. Sňatek byl dohodnut 9. února 1449, věno bylo stanoveno na tisíc kop grošů, které se Oldřich zavázal vyplácet postupně po 50 kopách grošů. Stejně vyplácel věno dceři Lidmile, provdané za Bohuslava ze Švamberka, a ten v tom nespatřoval problém.

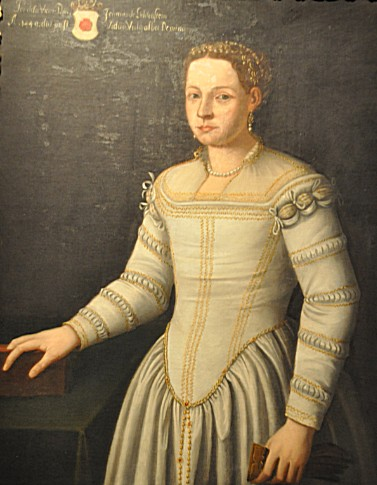
Perchta z Rožmberka

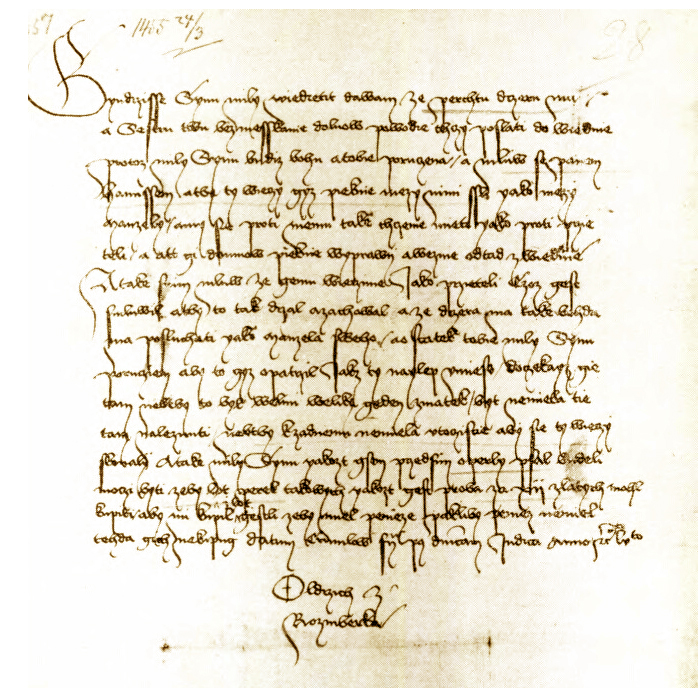
Dopis Oldřicha II. z Rožmberka synu Jindřichovi IV. o Perchtě ze dne 24. března 1455.

Na rozdíl od své sestry se Perchta, která se po svatbě v Krumlově dne 12. října 1449 ocitla rázem v cizím prostředí mikulovského hradu a vedle skutečně nepřátelského Hanuše, se necítila dobře. Už v listopadu téhož roku Perchta píše otci, že „touží po něm a žádá, aby jí nezapomínal“. Hanuš, jeho matka a sestry stále více dotíraly na Perchtu a Hanuš po jejím otci žádal vyplacení celého věna hotově. Podmínky, ve kterých na hradě v Mikulově žila, byly nuzné a místy docházelo i k bití. Perchta si mnohokrát stěžuje na situaci u Lichtenštejnů, což dokládá např. dopis z 22. listopadu 1450, kde píše, že trpí velkou nouzí a Hanuš se k ní chová nelaskavě a dokonce jí chtějí otrávit. V dopise ze dne 20. února 1450 si stěžuje na svou tchyni Hedviku z Pottendorfu, na spory v jejich rodině a žádá otce, aby za ní poslal krumlovského purkrabího, aby na vlastní oči viděl, jak špatně se jí v Mikulově vede. Otec odpovídá listem z 27. února 1450, že nemůže teď přijet ani posla přijmout a že má být Perchta trpělivá, že ji potom pozve na Krumlov a celou záležitost vyřídí.
Tehdejší chudší moravská německá šlechta zcela nemohla ani po hmotné stránce zajistit takovou úroveň šlechtického velkostatku, jakou oplývali Rožmberkové, byť Lichtenštejnové měli svá rozsáhlá panství ve Valticích, Mikulově, v Rakousku (hrad Steyregg) a domy ve Vídni. Hanuš z Lichtenštejna potřeboval vyplatit své příbuzné a doufal, že věno mu z této situace pomůže. Otec Oldřich, přestože v dané situaci nemohl mnoho dělat, neboť dobové zvyklosti a společenský úzus mu neumožňovaly větší intervence, alespoň v dopisech Perchtu těší a posílá jí peníze. V květnu 1450 Perchta žádá, zda by se s ní otec nemohl sejít. Naneštěstí v tu dobu vrcholí Oldřichovo politické soupeření s Jiřím z Poděbrad a je tak velmi zaneprázdněn.
V únoru 1452, kdy se vdávala sestra Lidmila, Perchta déle setrvala na rožmberském dvoře a otec Oldřich se jí dopisem zastává a vysvětluje Hanušovi, proč se Perchta ještě nevrací na Moravu. V roce 1454 již dává svému otci na srozuměnou, že je smířena s osudem a že „její manžel Hanuš jí připověděl lásku manželskou a oba se tak podle svého slibu zachovati chtějí“. 24. března 1455 píše Oldřich II. svému synovi Jindřichovi, aby doprovodil svou sestru Perchtu do Vídně a s Hanušem sjednal smír.
Janovi s Perchtou se narodila dcera Alžběta, která však zemřela mladá (1450 – asi 1476) a syn. Její situaci u Lichtenštejnů to však nevylepšilo. Skutečným vysvobozením byla až smrt Hanuše v roce 1474. Ze své svobody se však dlouho netěšila, přežila obě své děti a zemřela ve Vídni 2. května 1476.
Perchta za celou dobu u Lichtenštejnů poslala do Krumlova 32 dopisů v rozmezí let 1449–1470, otci Oldřichovi poslala mezi lety 1450–1462 celkem 6 naléhavých dopisů, zbylé bratrům Jindřichovi, Joštovi a Janovi. Dopisy si nechávala napsat svým písařem Jindřichem, neboť neuměla psát, přestože uměla číst.
Podle legendy je Perchta pro svůj smutný osud známá jako Bílá paní. Uvádí se, že krátce před svou smrtí Jan V. z Lichtenštejna požádal Perchtu o odpuštění za příkoří, která jí způsobil. Perchta však odmítla mu odpustit, za což ji proklel. Lidé si proto začali vysvětlovat zjevování se postavy v bílém oděvu v prostorách krumlovského zámku a v tamní jezuitské koleji jako bloudění Perchtiny duše. Krátce před manželovou smrtí se sice Perchta mohla vrátit do rodného Krumlova, ale šťastnějších dní života si zde dlouho neužila. Následně odešla do Vídně, kde již v roce 1476 zemřela. Přitom přežila obě své děti. Byla pohřbena v rodinné hrobce Lichtenštejnů nacházející se ve vídeňském kostele Panny Marie při klášteře skotských františkánů.